# クラウズ (1980年代のイギリスのバンド)
クラウズ (The Clouds) は、グラスゴーを拠点としていた、1980年代のインディー・ポップ・バンドで、ジョンとビルのチャーンリー兄弟 (John and Bill Charnley) がフロントを務めていた。
クラウズは、1988年にThe Subway Organizationレーベルから出した「Tranquil」という楽曲は、UK Independent Singles and Albums Chartsで、13位まで上昇するヒットとなった。シングルに収められた残り2曲は「Get Out of my Dream」ろ「Village Green」で、いずれもチャーンリー兄弟の作品だった。リリースされた楽曲は、いずれもジョンがギターとボーカル、ビルがキーボードとボーカルで、ジノ・イオンタ (Gino Ionta) がドラムス、アンディ・ブレイディ (Andy Brady) がエレクトリックベース、ノーマン・ブレイク (Norman Blake) がリードギターとバックボーカルを担当していた。